# Synodus lobeli
Espèce
Statut de conservation UICN

 LC 02 mars 2015 : Préoccupation mineure
Synodus lobeli est une espèce de poissons de la famille des Synodontidae.

## Systématique
L'espèce Synodus lobeli a été décrite pour la première fois en 1989 par Robert Snowden Waples (d) et John Ernest Randall,.

## Distribution
Cette espèce se croise au large des côtes de Taïwan et de Hawaï à des profondeurs comprises entre 31 et 140 m.

## Description
Synodus lobeli peut mesurer jusqu'à 23,4 cm.
Synodus lobeli a le corps argenté, avec un dos plus sombre que le ventre. Comme la plupart des Synodontidae, Synodus lobeli chasse en enfouissant son corps dans les sédiments et en capturant les proies qui passent à proximité.

## Étymologie
Son épithète spécifique, lobeli, est un hommage à l'ichtyologue Phillip S. Lobel (d), découvreur de l'espèce.

## Publication originale
- (en) Robin S. Waples et John E. Randall, « A Revision of the Hawaiian Lizardfishes of the Genus Synodus with Descriptions of Four New Species », Pacific Science, Honolulu, vol. 42, nos 3-4,‎ 1988, p. 178-213 (ISSN 0030-8870 et 1534-6188, OCLC 45666040 et 1605384, lire en ligne).